# CD Nacional
Clube Desportivo Nacional (wym. [nɐsi̯uˈnaɫ]) – portugalski klub piłkarski z siedzibą w mieście Funchal na Maderze, założony w 1910 roku, jego głównym lokalnym rywalem jest CS Marítimo. Największym osiągnięciem CD Nacional było 4. miejsce w SuperLidze w sezonie 2003/2004 roku i udział w rozgrywkach Pucharu UEFA. Obecnie zespół występuje w rozgrywkach Primeira Liga. Wychowankiem klubu jest Cristiano Ronaldo, innymi znanymi piłkarzami byli m.in. reprezentanci Portugalii Fábio Coentrão oraz Costinha.

## Europejskie puchary
Legenda do wszystkich tabel:
- Q – runda eliminacyjna, 1/16, 1/8, 1/4, 1/2 – odpowiednia faza rozgrywek, Grupa – runda grupowa, 1r gr – pierwsza runda grupowa, 2r gr – druga runda grupowa, F – finał, R – runda, PO – play-off
- k. – rzuty karne, los. – losowanie, Dogr. – dogrywka, w. – zasada bramek strzelonych na wyjeździe

| Sezon   | Rozgrywki   | Runda   | Przeciwnik       | Dom | Wyjazd | Ogólnie    |
| ------- | ----------- | ------- | ---------------- | --- | ------ | ---------- |
| 2004/05 | Puchar UEFA | 1R      | Sevilla FC       | 1–2 | 0–2    | 1–4        |
| 2006/07 | Puchar UEFA | 1R      | Rapid Bukareszt  | 1–2 | 0–1    | 1–3        |
| 2009/10 | Liga Europy | PO      | Zenit Petersburg | 4–3 | 1–1    | 5–4        |
| 2009/10 | Liga Europy | Grupa L | Werder Brema     | 2–3 | 1–4    | 3. miejsce |
| 2009/10 | Liga Europy | Grupa L | Austria Wiedeń   | 5–1 | 1–1    | 3. miejsce |
| 2009/10 | Liga Europy | Grupa L | Athletic Bilbao  | 1–1 | 1–2    | 3. miejsce |
| 2011/12 | Liga Europy | 2Q      | Hafnarfjarðar    | 2–0 | 1–1    | 3–1        |
| 2011/12 | Liga Europy | 3Q      | Häcken           | 3–0 | 1–2    | 4–2        |
| 2011/12 | Liga Europy | PO      | Birmingham City  | 0–0 | 0–3    | 0–3        |
| 2014/15 | Liga Europy | PO      | Dynama Mińsk     | 2–3 | 0–2    | 2–5        |

## Krajowe
- Segunda Liga
  - Zwycięscy (1): 1999/00
- Primeira Liga
  - 4. miejsce (1): 2003/04

## Międzynarodowe
- Liga Europy
  - 3. miejsce w grupie L (1): 2009/10

## Strony klubowe
- Oficjalny serwis klubu